# Complexe W-Arly-Pendjari
Le complexe W-Arly-Pendjari, également appelé « complexe WAP », est un site naturel transfrontalier classé au patrimoine mondial de l'UNESCO, situé au Bénin, au Burkina Faso et au Niger, et couvrant, :
- Le parc national d'Arly au Burkina Faso
- Le parc national de la Pendjari au Bénin
- Le parc national du W, partagé par les trois pays (Niger, Bénin, Burkina Faso)

Situation des différentes zones du complexe WAP.

Depuis 2005, la zone protégée est considérée comme une unité de conservation et un fief potentiel pour les lion.
Depuis octobre 2020, la zone est l'objet d'une réserve de biosphère transfrontière de l'UNESCO, issue de la fusion des trois anciennes réserves de biosphère nationales. Elle couvre une superficie de plus de 94 000 km2 et compte environ 4 millions d'habitants.
Depuis 2018, le parc est devenu un bastion logistique de groupes terroristes affiliés à des mouvances djihadistes. Ceux-ci y pratiquent le braconnage, l'orpaillage illégal, la contrebande de carburant, de pièces détachées, de produits médicaux et autres articles ménagers. Le complexe sert également de lieu de détention idéal pour cacher les otages. L'insécurité liée à l'activité terroriste a des conséquences néfastes sur les populations locales, l'accessibilité et la supervision du parc, et l'environnement, la population d'éléphants ayant par exemple été divisée par deux entre 2015 et 2021.